# Manfred Moelgg
Manfred Moelgg (Bruneck, Itàlia, 3 de juny de 1982) és un esquiador alpí que ha guanyat 3 medalles en el Campionat del Món (1 plata i 2 bronze), 1 Copa del Món en disciplina d'Eslàlom i 3 victòries en la Copa del Món d'Esquí Alpí (amb un total de 20 pòdiums).

## Resultats

### Jocs Olímpics d'Hivern
- 2010 a Vancouver, Canadà
  - Eslàlom: 7º
  - Eslàlom Gegant: 22º

### Campionats Mundials
- 2005 a Bormio, Itàlia
  - Eslàlom Gegant: 13º

- 2007 a Åre, Suècia
  - Eslàlom: 2n
  - Eslàlom Gegant: 19º

- 2009 en Val d'Isère, França
  - Eslàlom Gegant: 12º

- 2011 a Garmisch-Partenkirchen, Alemanya
  - Eslàlom: 3r
  - Eslàlom Gegant: 17º

- 2013 a Schladming, Àustria
  - Eslàlom Gegant: 3r

- 2015 en Vail/Beaver Creek, Estats Units
  - Eslàlom: 11º

### Copa del Món

#### Classificació general Copa del Món
- 2003 - 2004: 27º
- 2004 - 2005: 19°
- 2005-2006: 56°
- 2006-2007: 18°
- 2007-2008: 4°
- 2008-2009: 17è
- 2009-2010: 14è
- 2010-2011: 19º
- 2011-2012: 41º
- 2012-2013: 7º
- 2013-2014: 17è
- 2014-2015: 81º
- 2015-2016: 33º

#### Classificació per disciplines (Top-10)
- 2003 - 2004:
  - Eslàlom: 9º

- 2004 - 2005:
  - Eslàlom: 8º

- 2006-2007:
  - Eslàlom: 5è
  - Eslàlom Gegant: 10º

- 2007-2008:
  - Eslàlom: 1r
  - Eslàlom Gegant: 3r

- 2008-2009:
  - Eslàlom: 6è

- 2010-2011:
  - Eslàlom: 6è

- 2012-2013:
  - Eslàlom Gegant: 4t
  - Eslàlom: 5è

- 2013-2014:
  - Eslàlom: 10º

#### Victòries a la Copa del Món (3)

##### Eslàlom (3)
| Data             | Lloc                   |
| ---------------- | ---------------------- |
| 9 de març 2008   | Kranjska Gora          |
| 1 de febrer 2009 | Garmisch-Partenkirchen |
| 5 de gener 2017  | Zagreb                 |